# Euphyia gekatsungensis
Euphyia gekatsungensis là một loài bướm đêm trong họ Geometridae.